# Cestrum dependens
Cestrum dependens là loài thực vật có hoa trong họ Cà. Loài này được (Ruiz & Pav.) J.F.Macbr. mô tả khoa học đầu tiên năm 1962.